# Pseudodiploexochus cuspidatus
Pseudodiploexochus cuspidatus là một loài chân đều trong họ Armadillidae. Loài này được Ferrara & Taiti miêu tả khoa học năm 1985.